# Daniele Concina
Daniele Concina, O.P. (Clauzetto, 20 octobre 1687 - Venise, 21 février 1756), était un prêtre, philosophe et théologien italien.

## Biographie
Daniele Concina naquit le 20 octobre 1687, dans le Frioul, sur une des terres des seigneurs Savorani, nobles vénitiens. Il prit l’habit dominicain en 1708, consacra toute sa vie à la prédication et aux lettres, joua un rôle très actif dans les disputes théologiques qui agitèrent l’Italie vers le milieu du XVIIIe siècle, obtint la confiance de Benoît XIV, dont plusieurs décisions importantes furent prises sur ses avis, et mourut à Venise, le 21 février 1756. Son humilité l’éloigna des charges et des dignités de son ordre ; il avait un esprit juste, étendu, une imagination vive et féconde, une vaste érudition. Il se montra constamment l’ennemi des casuistes relâchés, et les journalistes de Trévoux le peignirent comme un déclamateur, plus accoutumé à parler beaucoup qu’à bien parler.
Usé par une vie intense passée sans salut, il meurt dans son couvent du Rosario alle Zattere à Venise le 21 février 1756 à l'âge de 68 ans.

## Œuvres

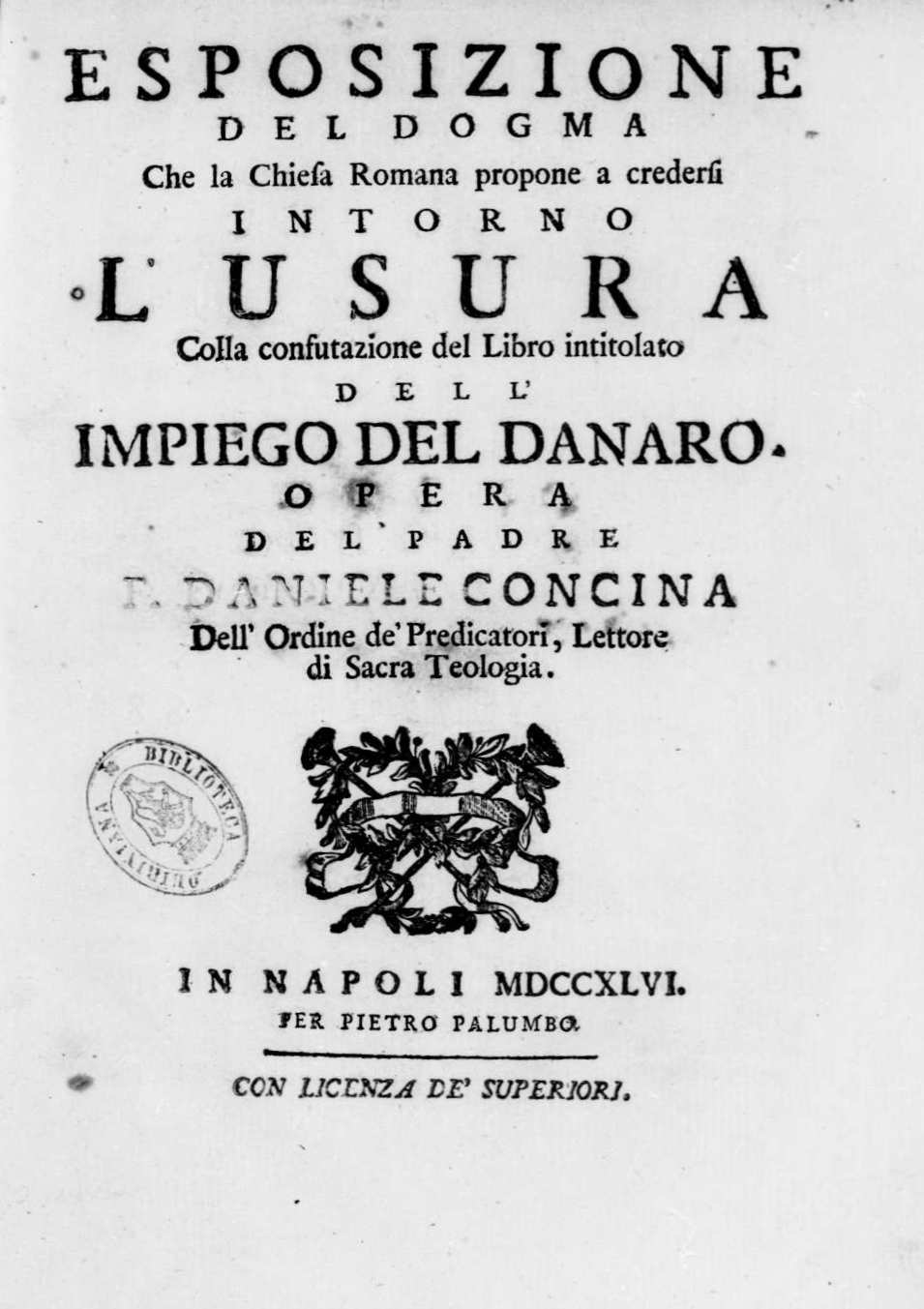
Esposizione del dogma che la Chiesa Romana propone a credersi intorno l'usura, 1746.

Daniele Concina a composé plusieurs ouvrages, les uns en italien, les autres en latin. Les principaux sont :
- Disciplina apostolica monastica, Venise, 1759, in-4° ;
- Della storia del probabilismo e del rigorismo, dissertazioni, con la difesa, Lucques, 1745, et Pesaro, 1745, 4 t. in-4°. Concina expose les subtilités des probabilistes modernes, et les combat en leur opposant les principes fondamentaux de la théologie chrétienne. Il divise l’histoire du probabilisme en quatre époques, dont la première commence en 1577, la seconde en 1620, la troisième en 1656, et la quatrième en 1690. Cet ouvrage fut vivement attaqué par les jésuites Vital, Ghezzi, Lecchi, Bovio et Richelmi.
- Commentarius in rescriptum Benedicti XIV de jeiunii lege, Venise, 1745, in-4°. Concina publia deux autres écrits sur le jeûne, sujet alors fortement controversé entre Mantegazzi, les abbés Capelloti et Cazali, le célèbre Muratori, Carbonara, le P. Brignole, etc.
- Usura contractus trini dissertationibus histor. theolo. demonstrata, adversus mollioris ethices casuistas, Rome, 1746, in-4°. Concina écrivit ce livre contre le savant traité du marquis Scipione Maffei, dell’Impiego del danaro, publié en 1741. Le pape avait établi en 1745 une congrégation de cardinaux, de prélats et de religieux de différents ordres, parmi lesquels se trouvait le P. Concina ; cette congrégation fut chargée de parcourir toute la tradition et de fixer avec précision le dogme constamment reçu dans l’Église sur l’usure. Concina s’attache à prouver l’usure du triple contrat, et défend la lettre circulaire sur l’usure, que Benoît XIV écrivit à tous les évêques d’Italie.
- Theologia christiania dogmatico-moralis, 1746, 12 vol. in-4°. Cette théologie, quoiqu'un peu diffuse, est estimée dans les écoles d’Italie, et les jésuites l’attaquèrent sans succès.
- De Spectaculis theatralibus, Rome, 1752, in-4°, contre le marquis Scipione Maffei et le P. Bianchi, cordelier : l’un et l’autre prétendaient que la comédie n’est défendue que lorsqu’elle flatte ou irrite les passions.
- De Sacramentali Absolutione impertienda aut differenda recidivis consuetudinariis, 1755. Cette dissertation a été traduite en français sous ce titre : Traité du délai d’absolution, 1756, in-12. Cette traduction est précédée d’un éloge historique de l’auteur et du catalogue de ses ouvrages.
- Explication de quatre paradoxes qui ont été en vogue dans notre siècle, traduite par le P. Dufour, Avignon, 1751, in-12 ; l’original italien, dédié au cardinal Querini, fut imprimé à Lucques en 1746. Les ennemis de Concina lui donnaient la dénomination de Pascaliste, et l’accusaient : 1° d’être chef de la secte des rigoristes ; 2° de relever mal à propos et sans discernement les erreurs de ses adversaires ; 3° d’être sans charité et de publier tout le mal qu’il savait des personnes qui pensaient autrement que lui ; 4° d’être un esprit inquiet et qui ne cherchait qu’à exciter des disputes et à troubler la paix de l’Église. Ce sont ces quatre accusations que le P. Concina traite de paradoxes dans son livre, et dont il entreprend de se justifier. On a encore du P. Concina la Vie du cardinal Ferrari, dominicain ; un Traité de la religion révélée, contre les athées, les déistes, les matérialistes et les indifférents, Venise, 1754, in-4° ; neuf Lettres sur la morale relâchée, des Mémoires historiques sur l’usage du chocolat les jours de jeûne, Venise, 1748, et Lucques, 1749, in-8° ; Ad virum clarissimum R. P. Iosephum Carpani S. I. et in Romano Collegio studiorum praefectum Epistolæ, Venise, 1769, etc. Sandelius fit imprimer à Brescia, en 1767, in-4°, une vie du P. Concina, intitulée : de Danielis Concina vita et scriptis Commentarius.